# 百式 (ガンダムシリーズ)
- 機動戦士Ζガンダム > エゥーゴ > 百式 (ガンダムシリーズ)
- 機動戦士ガンダムΖΖ > エゥーゴ > 百式 (ガンダムシリーズ)

百式（ひゃくしき、HYAKU-SHIKI）は、「ガンダムシリーズ」に登場する架空の人型兵器「モビルスーツ（MS）」。初出は1985年放送のTVアニメ『機動戦士Ζガンダム』。メカニックデザインは永野護のラフ画をもとに藤田一己が行なった。
作中の軍事勢力のひとつである反地球連邦組織「エゥーゴ」の試作機で、可変型MS「デルタガンダム」として設計されていたが技術不足からこれを断念し、通常のMSとして完成した。全身に施された金色のエマルジョン塗装と肩に描かれた「百」のマーキングが特徴。『Ζガンダム』劇中ではエゥーゴのクワトロ・バジーナ（シャア・アズナブル）が搭乗し、続編の『機動戦士ガンダムΖΖ』では主に「ガンダム・チーム」の一員であるビーチャ・オーレグが搭乗する。
当記事では、そのバリエーション機についても記述する。

## デザイン
決定稿は藤田一己の手による。藤田は当初、自身がデザインしたネモをベースにデザインしようと考えていたが、監督の富野由悠季に永野護の描いたラフ稿のデザインを使うよう言われたため、それにアレンジを加えてクリーンナップした。
設定における「M・ナガノ博士」の存在などのせいで永野がデザインしたと誤解されることも多いが、彼が描いたのはデザインの原案となった新ガンダムのコンセプトデザインであり、彼自身は「完成した百式のデザインは100パーセント藤田君のもの」と語っている。また、同様に「M・ナガノ博士」の設定によって永野のアイデアだと誤解されている金色のボディカラーや「百式」というネーミングと機体の肩に漢字の「百」を書き込むというアイデアも、彼の証言によればすべてスポンサーとの打ち合わせの際に富野が出したものだとのこと。
小説版『機動戦士Ζガンダム』では、永野と藤田による小説用のオリジナルデザインが採用されてる。永野は講談社刊第2巻の表紙カバーに、アニメ版とは異なるデザインの百式を描いた。この機体は頭部以外はエプシィガンダムと同型で、シャアの乗機ということを意識したデザイン（ジオン系の指揮官用MSを思わせる頭頂部の角、赤系統の機体色）になっている。藤田は角川文庫版の口絵において、アニメ版デザインから大幅にアレンジを加えた百式を描いている。細部のデザインや全身のボリュームが変更されているほか、盾や槍状の武器も装備している。
なお、決定稿でも目元の内部詳細までは描かれておらず、富野も特に決めていなかったため、テレビ版では後述のようにツインアイが光るシーンがある。2005年公開の劇場版『Ζ』の新作パートでは、そういった理由や後述するアナハイム・ガンダムの設定も踏まえ、メカニカル作画監督の仲盛文がかっこよさを優先してツインアイとして描いている。

## 設定解説
エゥーゴとアナハイム・エレクトロニクス（AE）社による共同開発計画「Ζ計画」で開発されたアナハイム・ガンダムの1機。
本機はまず非可変型MSとして設計された後に可変型MSへの転用が検討され、最終的には再び非可変型MSに差し戻されたという開発経緯を持つ。元々、AE社は試作型のムーバブル・フレームを保有しており、リック・ディアス以後の機体として格闘戦用MSのフレーム設計も行っていた。その後、開発の途中でフレームを可変MSに転用する案が持ち上がる。可変MS「デルタガンダム」として設計されたこの機体は、コンピューターによるシミュレーションの段階で変形時のバインダーの耐久性と駆動部のストレス、ムーバブル・フレームの強度の問題が解決できず、可変機としての開発は一度断念され、可変機構導入の失敗から通常のMSに設計が戻された。
機体自体のポテンシャルが高かったこともあり、その後、ガンダムMk-IIのムーバブル・フレームのデータを受けて開発が再度進み、非変形型のMS百式として完成している。
可変機として設計された名残として、脚部の独立二層式のデュアルフロートアーマー、バックパックにフレキシブル・バインダーが装備されており、バインダー自体が可動肢として作動することで、AMBACや大気圏の整流作用などで機体の運動性を向上させている。当初の目標であったデルタガンダムは0090年代にデルタプラスとして再設計されたうえ、設計データを流用することによって百式系列唯一の可変機として開発に成功している。
型式番号はリック・ディアス（RMS-099 / MSA-099）の次の開発ゆえに100となり、名称もそれに併せ、設計者であるナガノ開発主任によって「百年保つMS」となるような願いを込めて「百式」と命名された。「γガンダム」とも呼ばれるリック・ディアスに続いて開発コードδが与えられており、百式自体にδガンダムの名称が当てられることもある（デルタガンダムについては後述）。
百式はクワトロが搭乗した際にはピーキーな設定が施され、その高速戦闘による実戦データが収集された。同一機体であってもクワトロ大尉が搭乗した仕様から大改修を受け第一次ネオ・ジオン抗争に投入された仕様が存在したとされている。
開発途上のカラーバリエーション候補には赤色が含まれている。

### 機体構造
頭部
頭部にはImage Directive Encode (IDE) システム（画像管理型符号化装置）と呼ばれるセンサーを採用しており、精密照準時などには赤く発光する走査パターンが見られる。加えて、これと並行する形でガンダムタイプ特有のデュアルアイも内蔵されている。
装甲
グリプス戦役時においてビーム兵器は既に標準装備であったため、MSのビーム対策は装甲による防護から機動性による回避へとシフトしつつあった。そこで百式には機体の軽量化に加え、機動性および運動性の向上によってビームを回避（対応）する、という案が採用された。回避行動、機体の軽量化においてシールドは不要になったため装備されていない。 装甲には耐ビーム・コーティングとしての効果を持つエマルジョン塗装の一種が施されており、これは資源衛星で偶然発見された特殊材料を調合し生成された皮膜剤を用いた「真正コーティング」となる。しかし、普通のMSよりは十分に耐えられるものの期待していた性能までは出せず、シミュレーション上で仮想敵のアムロ・レイが搭乗したRX-78-2 ガンダムと戦闘を行った際に同じ場所に3発被弾して敗れている。
この塗装には処理の過程で金属光沢をもたらす薄膜ラミネート処理もなされており、「超強化プラスチック」としても定義付けられるものである。
バックパック
大気圏内での滞空が可能な推力を有するが、短時間であるためサブ・フライト・システムを用いるケースが多い。両側面のウイング・バインダーによるAMBACの向上により、高い運動性を誇る。また、バインダー自体にもスラスターが搭載されている。バックパックは任意に着脱が可能であり、『ΖΖ』第39話では敵機に向けて射出し、意表を突いている。

### 武装
固定武装として頭部に60mmバルカン砲を2門、腰部にリック・ディアスやネモと同じビーム・サーベルを2本装備している。携行武装としては下記のビーム・ライフルのほか、リック・ディアスのクレイ・バズーカも使用する。
ビーム・ライフル
ボウワ社製（型式番号：BR-M-87）。出力2.8MW、装弾数9発、推奨ジェネレーター出力1,850キロワット。のちのディジェも標準兵装として携行する。
一年戦争時に少数配備されたジム・スナイパーII用のXBR-M-79Sを0087年にEパック式に改造したもので、出力も強化されており当初の数倍の性能をもつ。M-79SのエネルギーCAPデバイスと同型のEパックは「スネイル・タイプ」と呼ばれ、リック・ディアスのビーム・ピストルにも採用されているとも言われる。性能や使い勝手もよく、癖の少ない優良なビーム・ライフルとされるが、少数のエース機に配備されるに留まり、後継型としてビーム・バヨネットを装備したバリエーション（型式番号：BR-M-87BB）も試作のみに終わっている。
殆どの場合、右手で使用されるが第50話ではハマーンのキュベレイに右腕を切断されたため、背部のハードポイントに装備して射撃している。
『ΖΖ』第32話では、Ζガンダム専用のタイプのように銃口からビーム刃を形成している。
メガ・バズーカ・ランチャー
百式の特徴的な武装（型式番号：FHA-02MI）。百式とほぼ同じ全長のメガ粒子砲であり、本兵装自体にもスラスターが設置されている。
クワトロの要請などにより必要に応じてアーガマのカタパルトデッキから巡航形態で射出され、射撃の際には砲身が伸びて左足をかけるステップアームがせり出し、左右の手をかける部分が開いて百式本体に固定され、射撃形態をとる。
劇中では、百式の出撃後に本兵装が射出されると百式がステップアーム部分に手をかけ、発射時まで担ぐようにしながら戦闘宙域へ向かうことが多い。小説版では本兵装の推力と百式の推力を合わせることで、Ζガンダムの推力と同等になるとされる。絶大な破壊力を持つ一撃必殺の兵器として見られがちだが、実際にはドゴス・ギアのカタパルトを貫通できなかったり、作中でも「大きい目標は1発で致命傷とはいかない」と明言されている。また、発射に必要なエネルギーをチャージするのに時間がかかる上、莫大なエネルギーを必要として随伴機（レストアされたゲルググ）による再チャージを用いても連射が不可能という、極端に扱いが難しい兵器だった。ただし、劇場版ではメタスと連結させることで数回発射している。
最終決戦では、アクシズ軍先陣のガザC部隊を一撃で全滅に追い込むものの直後に本兵装はハマーン・カーンによって破壊された。第一次ネオ・ジオン抗争では百式が再投入されたものの、本兵装は再投入されなかった。
OVA版『機動戦士ガンダムUC』にも登場。銃架が取り付けられており、ネェル・アーガマの甲板に設置された状態で、コンロイ・ハーゲンセン搭乗のジェガン（エコーズ仕様機）が使用している。作中ではネェル・アーガマの主砲動力系統と連結されて使用されており、袖付きのリゲルグに直撃させて撃墜するなどの戦果を挙げているが、ローゼン・ズールに対して発砲した際に回避され、逆に拡散メガ粒子砲の反撃を受けて破壊された。
本兵装は宇宙空間でのみ使用され、大気圏内や地上では使用されない。ただし、ゲーム作品では百式の標準兵装として設定され、随伴機を必要とせずに大気圏内や地上でも使用可能となっている。
その他
劇場版第三部『機動戦士ΖガンダムIII A New Translation -星の鼓動は愛-』では、戦闘中に拾得した戦艦の装甲片をシールド代わりに使用していたり、ティターンズの量産型MSハイザック用のシールドを代用している。

### 作品内の描写
『機動戦士Ζガンダム』第9話で、リック・ディアスを不慮の事故で失っていたクワトロ・バジーナ（シャア・アズナブル）大尉が新たな乗機として受領。劇中序盤で一時的に搭乗したガンダムMk-IIを除き、シャアが自身の専用機として搭乗したMSの中では唯一のガンダムタイプMSでもある。
アーガマの主力として活躍し、ギャプランやアッシマーなど、次々と投入されるティターンズの新型機に押されることもあるが、同じくエゥーゴのエースであるカミーユ・ビダンの操縦するガンダムMk-IIやΖガンダムなどと連携してこれらを退け、グリプス戦役を戦い抜く。テレビ版のラストシーンでは、両腕・両脚部を失い大破した百式がコクピットのハッチを開いた状態で宇宙を漂流しているカットが映し出され、その最後を飾る。劇場版においては登場人物のキャラクター性の微調整に伴い百式の戦闘シーンが新規カットにより増やされている。なお、小説版ではアポリーも一時的に搭乗している。
『機動戦士ガンダムΖΖ』では、第22話からアーガマへ再配備され、ビーチャ・オーレグが主に搭乗し、ガンダム・チームの一翼を担って第一次ネオ・ジオン抗争を戦い抜く。ビーチャ以外では、第32話でジュドー・アーシタがエース・パイロットとしてもてはやされるのをやっかんだビーチャが無断でΖΖガンダムに搭乗したため、ジュドーが本機に搭乗する。ΖΖガンダムを扱いきれないビーチャとは対照的に、ジュドーの百式はオウギュスト・ギダン率いるドライセン部隊を退ける活躍を見せる。第34話では、前話からビーチャがガンダムMk-IIで出撃しており、アーガマがアリアス・モマ隊の襲撃を受けたため、エル・ビアンノが搭乗する（ただし台詞のみで、戦闘シーンはない）。また、ビーチャがネェル・アーガマの艦長代理となってからはモンド・アガケも搭乗している（第39、45話）。最終決戦時にはガンダム・チームのMSで唯一、アクシズ内部での戦闘に参加していない、このためガンダムチームの中ではただ一機生き残っている。
徳間書店より発売された小説『機動戦士ガンダム 逆襲のシャア』では会話の中で名前が出されただけで登場しない。アムロ・レイが同部隊のブライト・ノアへ「そうだが………なんでΖガンダムが手に入らないんだ?それに百式も悪いモビルスーツじゃなかった」と疑問をぶつけた。ハマーン戦争終結後の連邦政府はガンダムという名前だけで核兵器と同じように考えるため、ガンダムタイプの機体は永久保存という名目で保管された状態になっていた。この閣議の決定を覆す力はロンド・ベルに協力していた連邦政府高官ジョン・バウアーにもない。また、ブライト・ノアの予想では保管場所を知っている連邦政府議会のトップもその存在を忘れているだろうと語られた。そこで、アムロは仕方なく自分で改造したMSリ・ガズィを使う運びとなった。
ゲーム『機動戦士Ζガンダム エゥーゴvs.ティターンズ』『機動戦士ガンダム ガンダムvs.Ζガンダム』におけるティターンズ（ジオン・アクシズ）カラー機やゲーム『機動戦士ガンダム 逆襲のシャア』における2Pカラー機は、シャア専用を髣髴とさせる赤色となっている。また、ゲーム『サンライズ英雄譚2』では、赤色に塗装されたシャア専用機が登場した。漫画『機動戦士ガンダム U.C.戦記 追憶のシャア・アズナブル』では、アストナージ・メドッソに百式を赤くするかどうか聞かれる場面があり、その後はあるシミュレーションを経て、色をそのままにしておくことに決めている。

## 百式改
メカニック・デザイン企画『Ζ-MSV』で設定された。初出は雑誌『B-CLUB』第3号（表紙イラストとラフのみ）で、第4号で詳細な設定が掲載された。デザインは藤田一己。
時代の推移に併せて現行のMSを強化するという、エゥーゴの新たなMS開発計画のひとつ。百式はその名称が示すとおり数十年は現役に耐えうるMSであり、再設計は比較的容易であったという。軽量化と推力増強に主眼が置かれ、腕部装甲を大幅に省略しているが、プロペラントを増量したために全備重量はむしろ増えている。しかし、Ζガンダムのロングテール・バーニア・スタビライザーを発展させた増加モーメント型高移動バーニア・スタビライザー（高機動デバイス）を2基装備したバックパックを採用しており、運動性・機動性の向上が見込まれている。また、バックパックには後方警戒用センサーが内蔵され、センサー機能を拡大している。フレームには量産向けの改良がほどこされ、脚部アクチュエーターのサスペンション機構も改修されている。
頭部のバルカン砲に代わってパルス・レーザー砲が採用されており、後部にそのユニットが配置されているため後頭部が後方に延伸されているのが特徴である。また、同時開発中の各種兵装に併せて、両肩上面にハードポイントが設けられている。前腕部にはΖガンダム同様、多目的ランチャー・ユニット（おもにグレネード・ランチャーとして使用）を装備。ビーム・ライフルおよびビーム・サーベルは百式と同じものを使用する。塗装は百式同様金色を基調とし、両肩には「百改」の漢字（「改」はやや小さい）が記されている。
『B-CLUB』第3号に掲載された表紙イラストのラフでは、左肩の兵装は「ビームガンポッド」、右肩の兵装は「ガトリングガンポッド」、携行兵装は「メガランチャー」とそれぞれ名称が補足されている。また、アイセンサーの下部にペイントによるダミーアイが描写されている。これらは『B-CLUB』第4号の設定解説には記載されていないが、小林とおるによる作例では両肩の兵装とダミーアイが再現されている。
『スーパーロボット大戦』シリーズや『SDガンダム GGENERATION』シリーズ（初期）といったゲームでは、百式と同様にメガ・バズーカ・ランチャーが武装の選択肢に含まれている場合がある。また、ゲーム『SDガンダム GGENERATION』シリーズでは、前述のビームガンポッドをパルス・レーザー砲として扱っている。
型式番号は当初の設定ではMSR-100Sであるが、ほかにMSR-00100SやMSN-100Sといったものも見られる。また、フィギュア『ガンダムフィックスフィギュレーション』や、『GGENERATION』シリーズなどのゲームでは量産型百式改と区別するためにMSR-100とされることも多い。なお、MSRナンバーはナガノ博士が外れたあとのチームが開発した機体をあらわすとされる。
なお、ムック『GUNDAM WARS PROJECT Ζ』には、百式をカラバが改良した機体として、『Ζ-MSV』の百式改とはまったくの別設定の「百式改」が模型作例の形で登場する（製作はあさのまさひこ）。プロペラントタンクが増設されるとともに、ライフル用ジェネレーターの出力も強化された。改良時期はダカール作戦後であり、カラーリングはシャアを象徴する真紅に改められている。
劇中での活躍
漫画『機動戦士ガンダム ウェアヴォルフ』では、0087年にゼブラ・ゾーンで新型MSの極秘性能評価試験をおこなうペガサス級強襲揚陸艦「ヘカーテ」を、シュツルム・ディアス2機を率いて襲撃する。
ゲームブック『機動戦士ガンダム シャアの帰還』では、宇宙世紀0090年に連邦地上軍と、編成されて間もないロンド・ベル隊の旗艦ネェル・アーガマにそれぞれ配備されている。ストーリーの進行次第では、シャアが前者の機体を奪取し搭乗する。
アニメ『機動戦士Ζガンダム』とは設定・展開が異なる近藤和久の漫画『サイドストーリー・オブ・ガンダム・ゼータ』では、ティターンズでMS中隊長を務めるシャアが搭乗し、ジオン公国軍の残党狩りをおこなう。

### 量産型百式改
初出は『B-CLUB』第22号で、のちに『Ζ-MSV』に分類された。『B-CLUB』第22号では「百式改量産タイプ」という名称で掲載され、ガレージキット「H・C・M 百式」の改造パーツセットとして発売が予告されている。「百式改量産型」とも表記される。
頭部、肩部およびウィング・バインダー以外は百式とほぼ同等の外観を持つ。また、百式改とは異なり頭部のロッド・アンテナは搭載されていない。塗装は百式および百式改と同様に金色を基調とする。「百改」の文字は左肩のみに記されている。コストダウンを図るためにウィング・バインダーを外したとする媒体もある。
スペックには記されていないが、百式改から引き継ぐ形で頭部にパルスレーザーを備えるとする資料もある。また、ゲーム『SDガンダム GGENERATION-F』では60mmバルカン砲が使用可能なほか、百式、百式改と異なりメガ・バズーカ・ランチャーが使用できないという差別化がなされている
プレミアムバンダイから発売されたマスターグレードのプラモデルでは「MG 百式Ver.2.0」がベースの非メッキモデルとしてキット化され、同梱されたパーツを組み替えることによって百式を再現することが可能なコンパチブルキットとなっている。
劇中での活躍
『機動戦士ガンダムU.C.0094 アクロス・ザ・スカイ』では、マリアナ基地の「エリアX」にガンダムデルタカイとの技術比較検証用として配備されていた1機に、フレスベルク隊のマーティン・マータフ大尉が搭乗。オーストラリアのティターンズ残党の本拠地「デビルズ・ネスト」攻略戦で初期型のナイトロを搭載したサイコガンダムMk-IIの攻撃により中破する。

#### 百二式
宇宙世紀0092年を舞台とする漫画『機動戦士ムーンガンダム』に登場。メカニックデザインは形部一平。
ルオ商会がAE社からのODM (Original Design Manufactur) で開発した量産型百式改のカスタム機で、正式名は「百式改試製二型」と呼ばれる。背部バーニア・バインダーの変更や連射式スプレーミサイルポッド内蔵シールド・ブースターの装備によって推力が大幅に強化され、地球連邦軍のMSとは一線を画した性能を発揮する。隊長機はほかの百式系列と同じ金色、一般機は銀色の耐ビームコーティング塗装が施されているが、塗料自体が希少かつ高価であるため、被膜濃度はオリジナルの百式より低く耐ビーム性能も及ばない。
武装は百式やリック・ディアス、ディジェとの共通品が一通り使用可能であるうえ、一個分隊単位での「小型ミサイルによる面攻撃」を想定したミサイル系武装が各部に配置されている。基本戦術として、背部バインダーやシールド・ブースターの推力を生かした降下・滑空からの絨毯爆撃、目標地点到達後はバインダーを排除してからの白兵戦で敵基地を制圧する。
ルオ商会会長ルオ・ウーミンの命令でロンド・ベルとともにネオ・ジオン南極基地を襲撃した少数精鋭部隊「紅棍」（ホングワン）のザジ大人（ダーレン）部隊によって運用される。

### 陸戦用百式改
『M-MSV』で設定された。初出は『SD-CLUB』第13号。「陸戦型百式改」、「百式改陸戦仕様」と表記していた資料もある。デザインは大河原邦男。
ネモやジムIIではティターンズの新型MSに対抗できなくなり、戦力不足を痛感したカラバがエゥーゴから各種データの提供を受け、大気圏内用に再設計したMSのひとつ。機体各所に防湿・防塵対策がほどこされ、森林や市街地のほか沼地や砂漠、または短時間であれば水中でも変わらぬ性能を示したとされる。バックパックは高機動デバイスを廃して新規に設計され、自由落下戦闘時やホバリング時に脚部スラスターと併用して最大の効果を発揮できるように設定されている。
頭部パルス・レーザー砲はバルカン砲に変更され、肩付け根にグレネード・ランチャーを増設している。両肩のハードポイントが廃される代わりにバックパック上部にウェポン・ラックが設けられ、オプションとしてミサイル・ポッドとビーム・キャノンが用意されている。銃身下部にレールガンを追加したビーム・ライフルを携行、ビーム・サーベルの装着位置はバックパックに変更され、空いた臀部にはハンド・グレネードを装備。また、スペックには記載されていないが伸縮機構を備えた専用のシールドが用意されており、先端にミサイルを内蔵する。塗装は金色ではなく光沢のある濃淡グリーンを基調とし、この機体色を「景観に適合させた」と記述している媒体もある。
劇中での活躍
漫画『機動戦士ガンダムΖΖ外伝 ジオンの幻陽』では、宇宙世紀0088年8月のネオ・ジオン軍による地球侵攻作戦において、1機が北米ニューヤーク基地防衛の任に就き、オプション武装を装備した重装型として出撃している。パイロットはスパルナ・キャリバン大尉。

### フルアーマー百式改
メカニック・デザイン企画『M-MSV』で設定された。初出は『SD CLUB』第11号。デザインは大河原邦男。
百式改の武装・装甲強化案として提出されたプラン。軽量化が図られた百式改をベースとして全身に増加装甲と武装が追加されている。増加した重量に対して推力の強化が追いついておらず、機動性・運動性が低下していると指摘する媒体もあるが、その一方で高機動型のモビルアーマーであるビグロに対して先回りするといった機動性に優れた描写をされることがある。
肩口の装甲板の裏側はリフレクター・パネルになっており、前方に倒して胸部にIフィールドを発生させ、コックピット周辺を防御することが可能。バックパックの2門のビーム・キャノンは、この状態で砲身を伸長させて前方に展開する。前腕部甲の炸裂ボルトは、近接戦闘時にショットガンのように榴弾を浴びせるものだが、威力は低くカメラや関節部にしか効果はないとされる。また、増設ユニットの強制排除用の装備を攻撃手段として応用したと記述する資料もある。炸裂ボルトの機構については設定資料による解説がされておらず、各媒体へ登場する際は攻撃時にマニピュレーターを覆うようにユニットが展開したり、裏拳で叩きつけて攻撃するといった描写がされている。
胸部中央にはメガ粒子砲が内蔵され、本機が登場する漫画『シークレットフォーミュラー フルアーマー百式改』では、メガ粒子砲を一度発射すると出力が極端に低下して身動きが取れなくなるとテストパイロットが言及するシーンがある。また本機が紹介されて間もない時期に一度「ハイメガキャノン」と表記されたことがあり、その後の媒体においても「ハイ・メガ・キャノン相当」と説明されることがある。腰部側面と大腿部外側にそれぞれ2連装のミサイル・ポッドを装備。携行武装として、大型のロング・メガ・バスターが開発されている。
塗装は本体同様金色を基調とし、左装甲板に「百改」と記されている。当時は大型可変MSが全盛であったため、量産されずに終わる。
劇中での活躍
『SD CLUB』第13-16号で連載された、たけばしんごの漫画『シークレットフォーミュラー フルアーマー百式改』では、月面の工業都市イプシロン郊外のAE第38工場で、開発主任である第3開発局所属のパトリシア・クランストンらによって調整がおこわなれる。同時期にイプシロンで建造されていたアイリッシュ級戦艦「クークスタウン」の竣工に合わせて配備される予定が、スパイの存在が疑われたため、2日前倒しの宇宙世紀0087年11月20日に変更され、同艦所属のパイロットであるクリフ・フレミング中尉が受領に訪れる。しかし、直後にティターンズの特殊部隊の襲撃に遭い、搭乗したテスト・パイロットのエンライト少尉がスパイの本性を現して奪取されそうになったため、胸部中央のユニットを強制パージし、やむなくコックピットを破壊する。すぐにコックピットをリック・ディアスから流用して修復するとともに複座化され、クリスとパトリシアが搭乗し、量産型サイコガンダム2機の襲撃を受けるクークスタウンの救援に向かい、辛くも撃破する。その数日後、本機の開発中止が決定している。また、同機の兵装は別の工場に保管されていたためミサイルやロング・メガ・バスターを装備しておらず、第38工場で試作されていたメガランチャーを携行する。
『コミックボンボン夏休み増刊号』（1997年）掲載の服部健吾の漫画『機動戦士ガンダムΖΖ外伝 悪夢の戦場』では、宇宙世紀0088年に月の裏側でのテスト中に行方不明になった機体が、プロトタイプサイコガンダム大型化試作機らとともにプロトタイプΖΖガンダムと交戦する。ほかの機体と同様にコックピットが無人の状態で稼働している。
漫画『機動戦士ガンダム U.C.0096 ラスト・サン』では、宇宙に上がったフレスベルク隊のマーティン・マータフ大尉が搭乗。ジオン軍残党のビグロをガンダムデルタカイとともに炸裂ボルトで撃破している。ナイトロ隊との最終決戦にも参加しているが、戦闘描写はされていない。

## デルタガンダム
デルタガンダムと呼ばれる機体は資料によってさまざまなものが存在する。
1. アニメ作品『機動戦士Ζガンダム』の富野監督による企画段階でのガンダムMk-IIの別名[79]または富野監督による小説『機動戦士Ζガンダム』（講談社刊）のために永野護が手掛けたガンダムMk-IIのデザインの一つ[80]
2. 模型雑誌『モデルグラフィックス』誌上において連載された企画『ガンダム・センチネル』などにおける百式の別名[81]
3. 『ガンダムUC』の連載開始より少し前に発刊された書籍『ガンダムMSグラフィカ』に登場する機体

ここでは3について解説する。
書籍『ガンダムMSグラフィカ』に登場し、現在は『UC-MSV』に分類されている可変MS。ゲーム『機動戦士ガンダムUC』などに登場する。
百式が開発当初のプランのまま、可変MSとして完成した姿。シミュレーション上の存在であり、実機の生産記録は存在せず、詳細なスペックも公開されていない。
変形時のフレーム強度に問題があったため、プランは変形機構をオミットされ、百式となった。フレーム剛性が足りず、冶金技術や構造解析技術・最適化が不十分だったとされている。開発に携わった技術者は想定数値はΖガンダムと比較しても遜色ないと証言している。設計データの完成度が高く、後のデルタ系MS開発に活用された。
メインのセンサーはデュアルセンサーのツインアイ。ボディには百式同様の耐ビーム・コーティング特性を持つエマルジョン塗装が施されている。
シールドはウェイブライダー形態時に機首となる。先端部分にセンサーユニットが内蔵されており、防御兵装というより可変MSにおける変形用サブユニットという考え方の基に設計されている。収納されるビーム・サーベルはウェイブライダー形態時にビーム・ガンとしても機能し、後にΖガンダムにも機能が引き継がれている。
ビーム・ライフルは可変MS向けに設計されたロングタイプで出力・射程共に優れており、同型のものがガンダムMk-IIの発展機にも採用されている。
デルタプラスのコクピットの戦闘シミュレーターに、このデルタガンダムのデータが仮想敵機としてインストールされており、パイロットAIのデータはクワトロ・バジーナが設定されている。
デザイン
デザインはカトキハジメ。
頭部前面とシールドはプロトΖガンダムのそれに酷似している。その他は百式として完成した物とほぼ共通の外観を持ちながら、Ζプラスに似るウェイブライダー形態への変形が可能となっている。ビーム・ライフルはガンダムMk-IIIのものと同型。
デルタプラスと変形機構はほぼ同一だが、バックパックの有無とリアスカートの構造が違うため、スラスターの位置が少し変化している。
カトキは「シールドなどにプロトΖガンダムの要素などを盛り込み、この時代の雰囲気を取り入れている」「δプラスとの関係は、Ζガンダムに対するΖプラスみたいなものと考えている」とコメントしている。
サンライズによると以前から商品化の要望が高かったが、『ガンダムMSグラフィカ』当時はカトキによる完全な設定画が無く、ゲーム化のタイミングで明確に設定化するために改めて『UC-MSV』に分類されている。
作品ごとの設定
初出である『ガンダムMSグラフィカ』作中ではAE社のアーカイブにその姿は無く、兵器マニアのファンサイトで検索された画像（CGモデル）として登場。画像の時期は不明。
後にデルタプラスが設定され、原型であるデルタガンダムの設定も確かなものとなっていく。ただし、黄金色の機体の目撃証言があるという資料が見られるものの、実機の存在を明示する設定は存在しない。
『HGUC デルタガンダム』の説明書、それを元にした『機動戦士ガンダムUC MSV 楔』第4話ではリディ・マーセナスがシミュレーションを行った際のデータとして登場。パイロットはクワトロ・バジーナ。
ゲーム『機動戦士ガンダムUC』でも同様にクワトロ・バジーナがパイロットのシミュレーション上のデータとして登場する。
漫画『機動戦士ガンダムUC テスタメント』の『デルタの鼓動』では、百式開発以前のシミュレーション中に登場。外観は現在のものと同一である。仮想の地球上でハイザックやジムIIの部隊と戦闘するが、変形時にムーバブル・フレームの破損が生じている。以降は百式として完成し、その技術が百式改系列やデルタプラスに繋がる描写がある。
ゲーム『機動戦士ガンダム バトルオペレーション2』では、技術的問題をクリアしていたらという想定の下、傭兵集団「P.M.U.」が独自に再現した機体が登場する。MA形態への変形が可能であり、ビーム・ガンはMS形態でも使用可能。

### デルタガンダム弐号機
「ガンダムフロント東京」内の有料上映ブース「DOME-G」の映像作品『Competition of NEW GUNDAM -RED or WHITE-』に登場。
赤く塗装された弐号機（2号機）。全身の対ビーム・コーティングや、ウイング・バインダーの軽量化などの改修が加えられている。同じデルタタイプ（百式）の他に、Ζガンダムおよびリック・ディアス系統の機体とも高いパーツの互換性を持ち、可変機でありながら整備性にも優れている。
宇宙世紀0087年11月にAE社がカラバに行ったプレゼンテーションにおいて登場。プレゼンテーション内では、即納できず調整に若干の時間が必要である旨の説明がされている。デルタガンダムと同じくシミュレーション上の機体で、実際に製造された可能性は低いと見られているが、スペック上の数値は明らかになっている。
武装は、頭部60ミリバルカン砲（型式番号：MU-86G)、ビーム・ベイオネットと兼用のビーム・ライフル（XBR-M87A4）、リック・ディアスと同型のクレイ・バズーカ（C-BAZ-531）、変形時に機首を兼ねるシールド（FF-XVI SH-611D）、シールド裏に装備されるビーム・サーベル兼用のビーム・ガン（XB-G35/Du.105）。

### デルタプラス
『機動戦士ガンダムUC』に登場する可変MS。
非変形タイプの百式改系列の量産機とは異なり、設計をδ（デルタ）計画案本来の可変タイプ（デルタガンダム）まで差し戻し、Ζ系MSの技術も反映し、量産を前提に再設計した試作機である。
完成は宇宙世紀0090年。デルタガンダムの量産試作機として少数が生産されたと言われている。『デルタの鼓動』では0092年にロンド・ベル隊が配備を申請したものの却下されていたことが語られている。
デルタガンダムと同様に巡航形態（ウェイブライダー）への変形が可能となっている。この巡航形態では単独での大気圏突入と1G重力下での飛行が可能。機首となるシールドも同様にセンサーなどの機器が内蔵されており、Ζプラスと同様に変形用サブユニットとしての意味合いが強い。
武装は標準的なビーム・サーベルやビーム・ライフルを持つ。ビーム・ライフルはウェイブライダー形態時はウイング・バインダーのハードポイントにマウントできる設計になっている。ビーム・サーベルはシールドに収納され、直接2本のビーム刃を発振させることが可能。また、ウェイブライダー形態時にビーム・ガンとしても機能する。シールドには2連装グレネード・ランチャーも収納されているほか、先端の中央部分に固定式のシールド・ビーム・ガン（ビーム・キャノン）が装備されている。ほかに小説版ではフルアーマー百式改用に開発されたロング・メガ・バスターも使用している。
カメラアイについては、劇中にて百式同様カメラシールドに走査ラインが発光し、その下のデュアルアイが赤く浮かび上がる演出がある。その際カメラシールドに隠れたデュアルアイの構造を確認できる。
量産を前提としたものだが、現時点では試作段階に過ぎず、宇宙世紀0096年、「袖付き」との交戦により消耗したロンド・ベル隊のネェル・アーガマに戦力補填として実戦配備されているといった状況である。メインスラスターが背中にないMSとしては珍しい設計である、未だ試作品ゆえに編成の組み込みづらい規格外の機体として、同様に規格外のため単艦運用されるケースの多いネェル・アーガマに回されたというのが実情のようである。本来は本機専用のビーム・ライフルも用意されていたが、ロンド・ベル配備時はEパックの規格問題から既に配備済みであるリゼルのビーム・ライフルを流用し使用しており、同じく高出力照射モードの使用やビーム刃の形成が可能。アニメ版では、エピソード4のトリントン基地周辺市街戦において、ユニコーンガンダムから奪い取る形でビーム・マグナムを使用、シャンブロを撃墜しているが射撃の際の負荷で携持した右腕部を損傷する。
アニメ化以降の複数の資料で、開発意図は定かでないがバイオセンサーが搭載されているとの記述が追加されている。こうした資料では、本機が量産を想定したものである旨の記述がなくなっているものもある。漫画『機動戦士ガンダムUC MSV 楔』ではバイオセンサーについて説明されており、リディが戦闘シミュレーションを行った際に、この時点での稼働レベルは低かったものの反応している。
デザイン
デザインはデルタガンダムと同様にカトキハジメ。
小説版の設定画では手持ち武装としてフルアーマー百式改のものと同じロング・メガ・バスターが描かれている。カトキは「当初は武器の打ち合わせが十分でなく、最初の画稿ではF.A.百式の銃を持たせた」とコメントしており、原作ではこのまま標準装備になっている。
機体カラーはグレー。これは同じくカトキがデザインを行ったガンダムセンチネルのΖプラス（戦闘機F-16を意識したグレー）を意識してのものであるという。同じグレーでもメディアによりバラつきがある。原作では緑がかったグレーだが、ガンプラのHGUCでは紫がかったグレーであり、『機動戦士ガンダム エクストリームバーサス』では青みがかったものとなっている。
劇中での活躍
リディ･マーセナスの第2の専用機として登場。パラオ攻防戦や地球上での戦闘に参加する。また、戦闘よりむしろリディの移動手段として多用され、大気圏突入も行っている。
小説版ではガルダ攻防戦において、バンシィにより自力飛行可能とはいえ中破程度の損傷を受ける。この後はリディがバンシィに乗り換えるため、以降の消息は不明。
アニメ版『UC』においては基本的に小説版に沿った流れではあるが、尺を短縮、展開を変更した影響で本機の戦闘シーンが大幅にカットされてしまっている。ガルダ攻防戦では、バンシィのアームド・アーマーVNでの攻撃により袈裟懸けに切られた上、片足を踏み潰されて大破する。
漫画『機動戦士ガンダムUC バンデシネ』ではダカールでバンシィからの攻撃で中破し、リディはバイアラン・カスタム2号機に乗り換えている。
ゲーム『機動戦士ガンダムUC』（ダウンロードコンテンツ）および漫画『機動戦士ガンダム U.C.0094 アクロス・ザ・スカイ』第0話ではガンダムデルタカイの仮想敵としてロング・メガ・バスターを携行する。パイロットはピコ・アルティドール大尉。試験戦闘にて左腕の上腕から下を消失している。その後、宙賊のMS部隊が現れた際はデルタカイを支援する。続編の『機動戦士ガンダム U.C.0096 ラスト・サン』でもピコは再び本機に搭乗する。
漫画『機動戦士ガンダムUC MSV 楔』第4話にて『HGUC デルタガンダム』の説明書を元にしたエピソードが描かれている。リディがデルタプラスに機種転換する際に戦闘シミュレーション用のプログラムデータが見つかり、仮想敵機として設定されていたデルタガンダムと戦う。『アクロス・ザ・スカイ』と設定がリンクしており、整備履歴によると過去にデルタプラスの左腕のアームユニットが交換されている。また、意図的に削除されていたデータを復元した結果、交戦した機体の中に「MSN-001X」の型式番号が含まれていた。
漫画版『機動戦士ガンダムNT』では、宇宙世紀0097年に単独で高々度偵察の任に就く本機が、マーサ・ビスト・カーバイン移送部隊の応援要請を受け、ルオ商会のディジェの部隊と交戦する。ヨナ・バシュタ機の狙撃を受け左主翼を損傷、MS形態に変形して1機を撃破するが、もう1機と相討ちとなりコックピットを貫かれる。アニメ版には登場しない。

#### デルタザイン
宇宙世紀0096年を舞台とするVR映画『機動戦士ガンダム：銀灰の幻影』に登場（型式番号：DZ-001）
AE社が非公式の傭兵組織「アージェント・キール」に供与したデルタプラスの改修機。全体の塗色がアージェント・キールの象徴である銀色となっている。当初はデルタガンダムのデータをもとにした「デルタザイン・エセンス」として納入されたが、本機の搭乗を予定していたニュータイプであるフィクジィ・フィクスに合わせた仕様変更がアージェント側から要望され、サイコフレームなどの技術を投じて完成した。新装備である腕部の機首兼シールドには、開放型メガ粒子砲とIフィールド発生器の稼働が可能な小型ジェネレーターが内蔵され、シールドのエッジ部分にフィールドをまとわせての攻撃・防御が可能となっている。その他の通常武装や変形機構は変化していない。なお、フィクジィは本機の実戦投入前に戦死したため、その後に組織入りした元連邦軍人のパイロットが代理搭乗する。

### ガンダムデルタカイ
ゲーム『機動戦士ガンダムUC』（ダウンロード・コンテンツ）、および漫画『機動戦士ガンダム U.C.0094 アクロス・ザ・スカイ』ほかに登場する可変MS。
ペーパープランに過ぎなかったデルタガンダムのデータと、デルタプラスの開発データをフィードバックして完成した、デルタ系最終機である。頭部の形状はこれまでのデルタ系MSと比較して明確にガンダムタイプを意識している。
追加実装された特殊装備を技術実証するための試作機で、機体特性が一変するMS形態とウェイブライダー形態において示される各種兵装の機能変化やそれに対する効果的な改良点を見出すことを目的としている。
陸戦仕様は両肩、両膝、両足首より下が換装され、重量もわずかに軽減されている。足首より下は陸戦用百式改と同様にホバー・ユニットとなっている。
プロト・フィン・ファンネルはνガンダムのジェネレーター内蔵式のフィン・ファンネルのプロトタイプで、ユニット自体に展開機能はないが、開放型バレルから高出力のビーム散弾を発射する。陸戦仕様では装備されない。
本機におけるシールドは防御装備としては機能しておらず、各種兵装の収納スペースやウェイブライダー形態時に機首となる変形用サブユニットとしての役割しかなく、便宜上の呼称でしかない。収納される2基のビーム・サーベルはウェイブライダー形態時にビーム・キャノンとしても機能し、ウェイブライダー形態でも収納状態のまま2本のビーム刃を発生させることも可能。
シールドのサブ・ウェポン・ラックには以下の3種類のオプション兵装の中から1つだけ選択して換装することができ、ウェイブライダー形態では機首の下側に装備される。ハイ・メガ・キャノンはΖΖガンダムの頭部ハイ・メガ・キャノンのデータを参考にして作られており、出力はおよそ45%に抑えられているものの、ある程度の連射が可能。メガ・マシン・キャノンはサナリィで開発された新型対空実弾兵器を連装流用している。炸裂ボルトはフルアーマー百式改の同名装備を攻撃用途に特化させたもので、内部に組み込まれたキャパシタにより、爆破衝撃に加えて高圧電流による複合破壊効果を与える。
ほかに武装は頭部60mmバルカン砲と、空間戦ではデルタプラスから引き続きロング・メガ・バスター、陸戦装備では陸戦用百式改のレールガン付ビーム・ライフルを携行する。
特殊装備を有効的に扱えるように、適性のない一般兵にもニュータイプ能力を付与し人為的に強化人間を作り出すとされる新型サイコミュシステム「ナイトロ」を搭載している。搭乗者が強化人間化していくプロセスにおいて、機体各部の駆動部から青い閃光が噴き出す。このシステムにより機体追従性が向上するほか、複雑な火器管制やオールレンジ兵器であるファンネルの運用も可能となる一方で、強制的に強化人間化してしまうため搭乗者の精神状態に影響を及ぼす可能性も指摘されている。
塗装は白を基調に青と黄色が配されている。陸戦仕様は黄色の部分およびシールドがグレーに変更され、白もアイボリーに近くなっている。
デザイン
デザインはこれまでのデルタ系MSと同様にカトキハジメ。
ゲームにおける連邦側の主役級の機体として設定協力の関西リョウジと共に考案され、配色は地味な単色系が多い『ガンダムUC』の中にもカラフルなトリコロールの機体もあって然るべきという考えにより決められた。
関西の想定では武装はロング・メガ・バスターと炸裂ボルトのみだったが、カトキの「プレイヤーがアクションゲームをより楽しめるよう、武装を選べるギミックがもっとあった方がいい」という提案によりプロト・フィン・ファンネルや換装ギミックが追加された。
劇中での活躍
ゲーム『機動戦士ガンダムUC』のダウンロード・コンテンツのミッション「胎動、デルタカイ」では、宇宙世紀0094年に氏名不詳の連邦兵士がテスト・パイロットを務め、デルタプラスを敵機とする実戦テストに勝利する。試験終了直後に宙賊のMS部隊が現れ、デルタプラスと共にこれを撃破するが、この間にパイロットはナイトロの影響で性格が豹変してしまう。戦闘後は彼の情報や戦闘データが削除されている。以上は漫画『アクロス・ザ・スカイ』では第0話としてコミカライズされている。
『アクロス・ザ・スカイ』本編では地球で実戦テストが行われており、陸戦仕様でマリアナ基地の立入禁止区画ボイド・クリフで整備されている。基地所属のイング・リュード少尉が秘密裏にテストパイロットを担当するが、地球連邦軍の教導隊「レイヴン」の謀反により、イングおよび関連装備ごと強奪される。このとき最終的にイングの意志で投降したと見られており、その後もレイヴン隊の一員となるが、ナイトロへの適性はあるものの徐々にその精神的影響を受ける。
ティターンズ残党が立てこもるオーストラリアの「デビルズ・ネスト」攻略の際にはシールドにハイ・メガ・キャノンを装備して出撃。戦闘中にイングが意識を失い、兄でフレスベルク隊所属のブレイア・リュードが操縦を代わるが、ナイトロに対して弟以上どころか、ナイトロによる精神的影響をまったく受けないほどの適性を示す。弟の死後、兄ブレイアがパイロットとなり、フレスベルク隊とともに再びレイヴン隊と行動をともにする。
続編である『機動戦士ガンダム U.C.0096 ラスト・サン』では通常仕様に戻され、レイヴン隊とともに宇宙に身を隠すが、ザナドゥの探知を契機に再び行動を開始。ロック・ホーカー大佐麾下のナイトロ隊と決戦する「袖付き」・連邦軍混成部隊への加勢の際には炸裂ボルトを装備、ユニコーンガンダムのビーム・マグナムを携行して、ホーカーが搭乗するザナドゥのナイトロ・ユニットを撃破する。

### ガンダムデルタアンス
スマートフォンゲームアプリ『機動戦士ガンダム U.C. ENGAGE』に登場するゲームオリジナルMS（型式番号：MSN-001Y）。
ガンダムデルタカイは一般兵士でもファンネルの使用を可能とするが、そのシステムである「ナイトロ」の詳細が非公表となっていることを疑問視する意見が多いため、サイコミュ系のシステムを搭載しないMSNシリーズのひとつの形として本機が設計される。変形機構はそのままに、背部に大型の展開式スラスター・ユニットが増設され、必要に応じた出力の調整が可能となっている。主兵装はデルタカイによる技術実証で高評価を得たロング・メガ・バスターを携行、さらにMS形態時の防御力の補助としてシールド内部にはIフィールド発生器が搭載されている。

## その他のバリエーション

### 九十九式
スマートフォンゲームアプリ『機動戦士ガンダム U.C. ENGAGE』に登場する強襲用九十九式の文字設定が初出で（型式番号：MST-99）、直後に発行された雑誌『ガンダムエース』に設定画が掲載された。メカニックデザインは瀧川虚至。名称は「永劫とも思える時間・経験」や「多様性」の意味をもつ日本語の「九十九」にちなむ。
宇宙世紀0120年代のコスモ・バビロニア建国戦争期にMS開発競争が活発となり、AE社は過去の蓄積された技術の再編を経てサナリィによるフォーミュラ計画のMSの性能を凌駕する機体の開発を画策する。その際の社内コンペに提出されたのが本機であり、そのコンセプトは百式を当時に向けてアップデートするというものである。基本的な外観は百式を踏襲するが、頭部はツイン・アイでV字アンテナを装備したガンダム・タイプとなっている。

#### 強襲用九十九式
『機動戦士ガンダム U.C. ENGAGE』に登場するゲームオリジナルMS（型式番号：MST-99A）。
九十九式のムーバブル・フレーム構造を利用して脚部を変形させ、ブースター・ユニットを増設した仕様。武装は70ミリアサルト・ガトリングを携行し、バックパックのハードポイントには各種ミサイルなどを内蔵するウェポン・コンテナをマウントする。カラーリングは白と薄紫を基調とする。

### 零式
零式（ぜろしき）は、漫画『機動戦士Ζガンダム Define』に登場するMS。クワトロ・バジーナの搭乗機（後にアムロ・レイ専用機も造られた）であり、『Ζガンダム』本編での百式に相当する機体。型式番号はMSZ-000。開発者は、かつてテム・レイの助手としてガンダムの開発にかかわっていたエドヴァルド・レイブン。
シャア専用機を意識して真紅に塗装された全身のうち、左足付け根のアーマー部分には「零」の文字が塗装されている。また、肩アーマーや背中のバインダーはリック・ディアスに近く、胴体や腰フロントアーマーは百式に近い、いわばリック・ディアスと百式の中間的な形状であり、頭部フロントマスクは後に開発されるΖガンダムに似た意匠となっている。これは、『Define』の作者である北爪宏幸が、AE社が開発したはずの百式にティターンズが開発したガンダムMk-IIとの共通点が存在することに、以前から違和感を持っていたためである。
2012年末掲載の作者インタビューでは、何度か改装を繰り返すことで進化する構想が明かされており、第3段階目で金色のコーティングを施した「百式」となる予定が述べられていた。実際、ジャブロー戦で背部のバインダーとバックパックを破壊された後には、地上戦仕様の零式弐型（ぜろしきにがた）として改修されている。
アムロ機は弐型に準じた仕様だが、青紫と白を基調とした塗装がされ、ビーム・キャノン2門が増設されている。背部にはウイング・バインダーが設定され、MS単独での飛行も可能となっている。始めて零式に搭乗したアムロは零式に「ガンダムを感じる」と零式を高く評価した発言をし、クワトロも「使ってみれば更に気にいる」と評価する程。

### 零式試作機
「マイアニメ」1986年5月号に掲載された雑誌企画『THE EVOLUTION OF GUNDAM ガンダム進化論 ΖΖへの道』で設定されたMS（型式番号不詳）。機体名は上述の零式と重複しているが、設定上の関連性が存在するかは不明。
ナガノ博士（文中での表記はナガノ主任）によって百式やメタス以前に試作された機体で、装甲は白兵戦に必要な程度の最小限のものに止め、ジェネレーター出力の強化と間接モーターの高速化を計るとともに、間接モーターを用いて機体形状の相対関係を白兵戦に適したものから高速戦に適した機動的なものへと短時間のうちに移行させることを可能にしていた。両肩には「零」の文字が書かれている。この機体によって培われた技術が、Ζ計画機に受け継がれたとされている。
元となったのは永野護が『機動戦士Ζガンダム』のために作成した新ガンダムの没デザインの一つ。

### エプシィガンダム
月刊モデルグラフィックス別冊『GUNDAM WARS PROJECT Ζ』に登場するMS（型式番号不詳）。もともとは富野由悠季による小説『機動戦士Ζガンダム』（講談社刊）のために主役のΖガンダムではないガンダムとして永野護がデザインした機体の一つで、第1巻の表紙カバーに頭部のみ描かれていた。それが新たな設定を与えられ、模型の作例とともに全身図のラフ画が公開された。

百式同様の可変試作機のフレームを新型推進システム開発用の素体として転用したMS。ロールアウトは百式と前後し、ε（エプシロン）ガンダムとして承認され、やはり非可変の機体として調整されている。外観的特徴に百式との共通点が多く、いわば兄弟機とも言える機体である。装甲材にガンダリウムεを採用している。

### タイプ100
『月刊ニュータイプ』1994年1月号（8-9頁）に掲載された、永野護描き下ろしポスターに登場するオリジナルMSの中の1体で、ガンダム型頭部を持つ機体。モノアイ型カメラアイを機体各部に複数備え、背部にシュトルム・ディアスのブースター2基とメガ粒子砲1門、そして脚部にプルトンドライブ・エンジンを搭載したジオン軍連隊長機というアニメ本編とは関係ない彼独自の設定が与えられている。カラーリングは金色ではなく、明灰白色と黄橙色を基調としている。

### 忍者百式
『SD戦国伝』シリーズとは別に、宇宙世紀の世界観上で展開された雑誌『コミックボンボン』のオリジナルストーリー『プロジェクトMUSHA』（1989年6月号掲載）に登場するMS。
木星の宇宙海賊掃討を目的として始動した連邦軍の「プロジェクトMUSHA」の機体群（武者νガンダム、武者ΖΖガンダム）に対抗すべく、宇宙海賊側がAE社のデータをもとに百式改を母体にして開発した機体である。偵察や破壊活動を専門に行う隠密行動用の機体である。超小型ジェネレーターを内蔵したダミーを6基装備し、ミノフスキー粒子の散布と併用することで「分身の術」を行う。この他、ハンブラビの装備「海ヘビ」を改良した鎖鎌状の装備「フウマ」などを武器として使用。 

### 百一式
雑誌上のパロディ企画『機動戦士Oガンダム 光のニュータイプ』に登場するMS（型式番号不詳）。
新生エゥーゴとスーパー・ジオンに続く第三勢力を率いるシャア・アズナブルの専用機とされる。文字設定のみでデザインなどは存在しない。
また、書籍『GUNDAM WARS PROJECT Ζ』には、これとは別に永野護による「百壱式」という可変MSの画稿が掲載されているが、これは「永野版Ζガンダム」と言うべきもので、デザイン以外の設定はΖガンダムと同様である。